# Houston Person

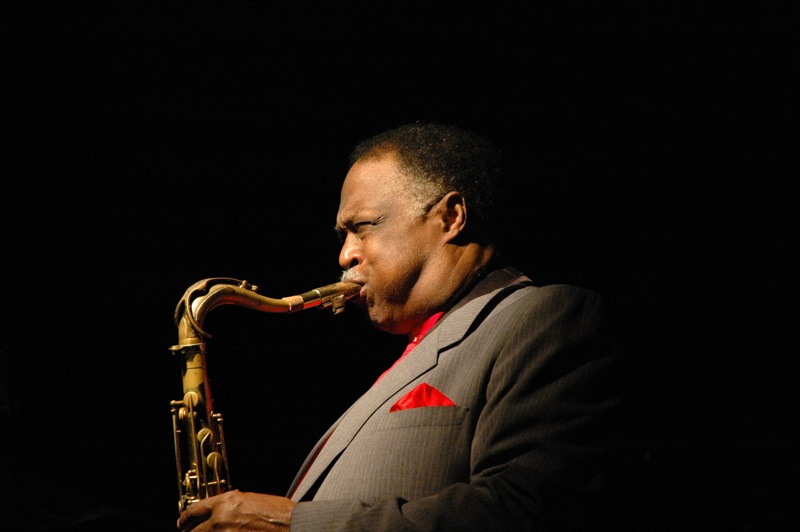
Houston Person

Houston Person (* 10. November 1934 in Florence, South Carolina) ist ein US-amerikanischer Tenorsaxophonist des Modern Jazz.

## Leben und Wirken
Houston Person wuchs in Florence, South Carolina auf und studierte am dortigen State College, danach am College of Music in Hartford, Connecticut. Während seines Wehrdienstes in Deutschland spielte er in der U.S. Air Force Band u. a. mit Don Ellis, Eddie Harris, Cedar Walton und Leo Wright. Obwohl Person auch viele Aufnahmen im Hardbop und Swing-Genre aufnahm, wurde er vor allem bekannt für seine zahlreichen Platteneinspielungen im Soul-Jazz-Stil, mit Begleitmusikern wie Cedar Walton, Pepper Adams und Curtis Fuller bei seinem Album "Blue Odyssey" aus dem Jahr 1968. Mitte der 1960er Jahre spielte er in der Band von Johnny "Hammond" Smith und in der Begleitband der Sängerin Etta Jones; die Zusammenarbeit mit ihr sollte bis in die 1990er Jahre andauern. Person nahm im Laufe seiner Karriere über 75 Alben unter eigenem Namen für Prestige, Mercury, Savoy, Muse und später für High Note Records auf. 1999 nahm er im Duo mit Ron Carter das Album "Something in Common" für das Soul Note Label auf. Außerdem betätigte er sich als Plattenproduzent und wirkte er an Plattenaufnahmen sowie an Tourneen bei Lorez Alexandria, Ran Blake, Charles Brown, Charles Earland, Lena Horne, Joey DeFrancesco, Richard Groove Holmes, Junior Mance, Lou Rawls, Horace Silver, Dakota Staton und Billy Butler mit.
Sein Saxophonspiel erinnert nach Richard Cook und Brian Morton an Coleman Hawkins, stilistisch an Gene Ammons.

## Auszeichnungen
Person erhielt 1982 den Eubie Blake Jazz Award, 2003 gemeinsam mit Etta Jones den Jazzy Award des kalifornischen KCSM-Radio. Sein Album Why Not (1990) wurde mit dem Independent Jazz Record of the Year Award ausgezeichnet. Die von ihm produzierten Alben My Buddy: Etta Jones Sings the Songs of Buddy Johnston and Etta Jones Sings Lady Day wurden 1999 und 2000 für den Grammy nominiert.

## Diskographische Hinweise
- Trust in Me (1967, Prestige) mit Cedar Walton, Alan Dawson, Bob Cranshaw, Paul Chambers
- Blue Odyssey (1968, Prestige) mit Curtis Fuller, Pepper Adams, Cedar Walton,
- Goodness! (1969, Prestige) mit Sonny Phillips (org), Billy Butler (g)
- The Truth (1970, Prestige)
- The Big Horn (1976, Muse)
- Very Personal (1980, Muse)
- The Party (1989, Muse)
- Why Not! (1990, Muse) mit Ron Carter
- Person-ified (1996, High Note) mit Richard Wyands, Ray Drummond, Kenny Washington
- My Romance (1998, High Note) dto.
- The Opening Round (Savant, 1997) mit Joey DeFrancesco
- Soft Lights (High Note, 1998) mit Richard Wyands, Russell Malone, Ray Drummond, Grady Tate
- To Etta with Love (High Note, 2004) mit Stan Hope, Paul Bollenback, Per-Ola Gadd
- All Soul (High Note, 2005) mit Stan Hope, Randy Jonston
- Nice 'n' Easy (High Note, 2013) mit  John di Martino, Chuck Redd, Ray Drummond, Lewis Nash
- Rain Or Shine (High Note, 2017), u. a. mit Matthew Parrish
- Remember Love (High Note, 2018) mit Ron Carter
- I’m Just A Lucky So And So (2019)